# Apol·linar (pare)
Apol·linar nascut a Alexandria vers el 335 on es va casar i va esdevenir més tard prevere de l'església a Laodicea. Fou el pare del bisbe Apol·linar amb el qual va col·laborar a la feina de convertir a l'antic testament en versos, comèdies i tragèdies.